# ココ釣りマスター
ココ釣りマスター（ここつりマスター）は、ソネットエンタテインメント株式会社（So-net）が運営する携帯電話向けの「位置情報の使用」を特徴とした無料釣りゲーム。
2009年3月にβ版サービスを開始、4月にグランドオープンした。

## 概要
ハドソンの『めざせ!!釣りマスター』の内容をベースに、So-netとグループ会社のクウジット株式会社で共同開発した独自の位置情報履歴の解析技術を採用し、釣り場所によって釣れる魚や獲物が異なるという特徴がある。

## 対応機種
- NTTドコモ（FOMA70x･90xシリーズ）
- au（WIN機種※W21H･W11K･W11Hを除く）
- SoftBank(FLASH対応機種)

※コンテンツによっては非対応の場合もある。

## コンテンツ
フィッシングアクション
海釣り、都道府県別の釣り場に対応。
キャスティング→バトル→釣り上げまで、釣りマスターのゲーム性を再現したゲーム。
早押しフィッシング
限定エリアに出現する釣堀での釣り。
バトル部分をボタンの早押しのルールに置き換えたゲーム。
ルアーフィッシング
淡水釣り。
ルアーをうまく操作して魚をおびき寄せ、フッキングするまでを楽しむことができるゲーム。

## ココ釣りマスターmixi
株式会社ミクシィが、同社のソーシャル・ネットワーキング・サービス（SNS）「mixi」にて提供する「mixiアプリ」のモバイル版アプリケーション・サービス「mixiアプリモバイル」に、『ココ釣りマスターmixi』を、2009年10月27日から提供開始。mixi登録ユーザーであれば、mixiのプラットフォームを利用して運営される「ココ釣りマスターmixi」のサービスを受けることができる。
「ココ釣りマスター」にはない釣り場があったり、開催されている大会（鮮魚の達人カップ）が行われていない、釣り場の数や釣れる魚の種類が異なるなど、僅かな違いがあるが基本的なゲーム操作方法などは変わらない。